# Charkiwka (obwód czerkaski)
Charkiwka (ukr. Харківка) – wieś na Ukrainie, w obwodzie czerkaskim, w rejonie humańskim, w hromadzie Mańkiwka. W 2001 liczyła 513 mieszkańców, spośród których 504 wskazało jako ojczysty język ukraiński, 7 rosyjski, a 1 mołdawski.